# Cuphea melanium
Cuphea melanium är en fackelblomsväxtart som först beskrevs av Carl von Linné, och fick sitt nu gällande namn av Robert Brown och Ernst Gottlieb von Steudel. Cuphea melanium ingår i släktet blossblommor, och familjen fackelblomsväxter. Inga underarter finns listade i Catalogue of Life.